# هتل و کازینوی نیویورک-نیویورک
هتل و کازینوی نیویورک-نیویورک (به انگلیسی: New York-New York Hotel & Casino) نام یک هتل و کازینوی معروف در شهر لاس وگاس در آمریکا است.

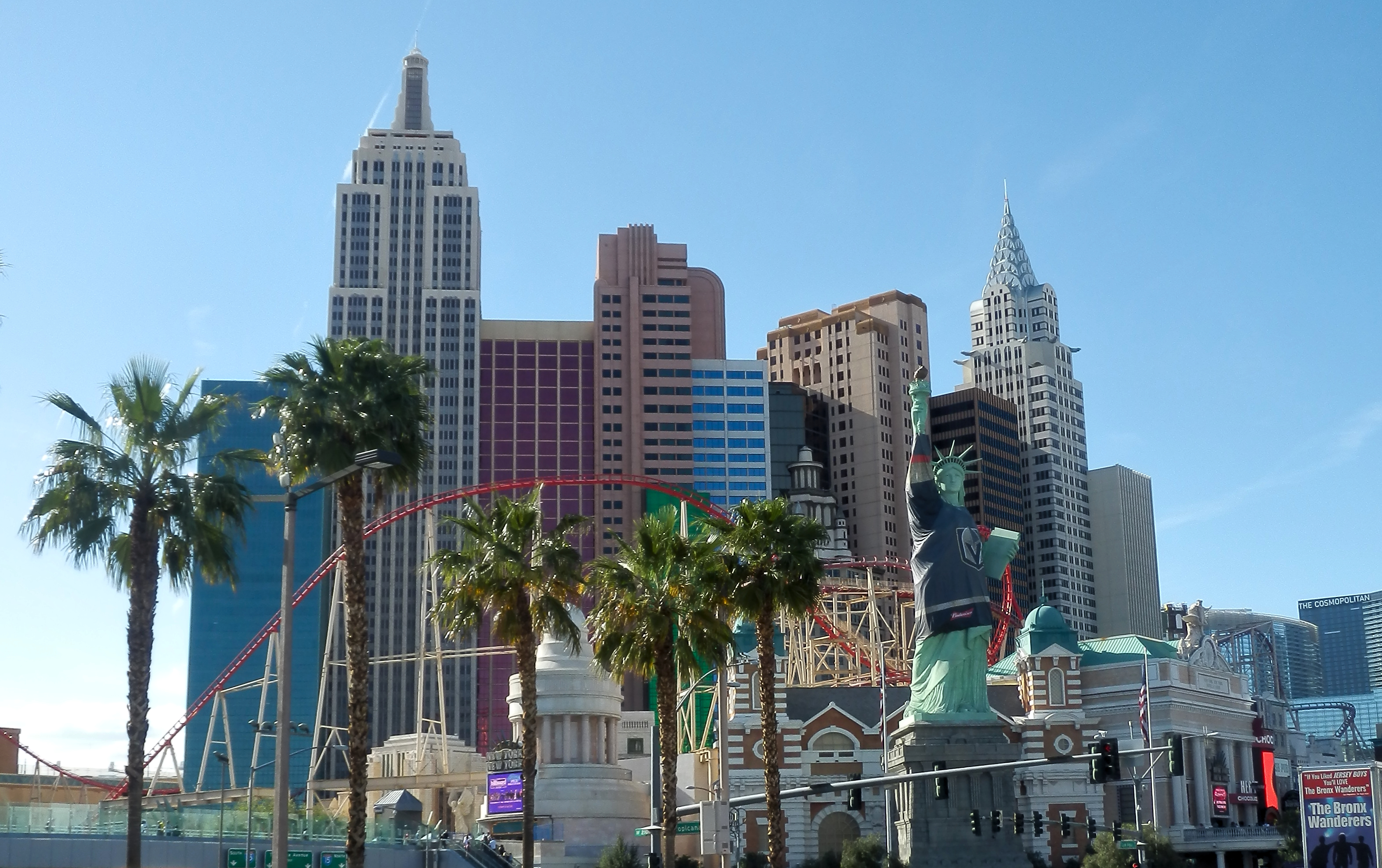
ساختمان‌های هتل تقلیدی از منهتن دهه ۱۹۴۰ میلادی هستند.